# Knotting Green
Knotting Green – osada w Anglii, w hrabstwie ceremonialnym Bedfordshire, w dystrykcie (unitary authority) Bedford. Leży 15 km na północ od centrum miasta Bedford i 88 km na północ od centrum Londynu.